# 86th Infantry Brigade (Vereinigte Staaten)

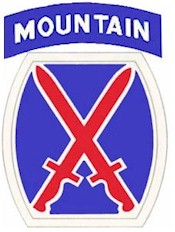
Schulterabzeichen der Brigade als Teil der 10. Gebirgsdivision

Die 86th Infantry Brigade (deutsch 86. US-Infanteriebrigade, Spitznamen The Vermont Brigade) ist eine leichte Infanteriebrigade der Nationalgarde der Vereinigten Staaten. Die Brigade besteht aus Reservisten der Nationalgarden der US-Bundesstaaten Vermont, Connecticut, Maine, New Hampshire, Massachusetts und Colorado. Sie ist der einzige auf Gebirgskriegsführung spezialisierte Großverband der Landstreitkräfte der Vereinigten Staaten. Seit 2016 ist sie der aktiven 10th Mountain Division unterstellt.

## Geschichte

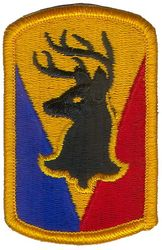
Schulterabzeichen der 86. US-Infanteriebrigade bis 2016

Die 86. Infanteriebrigade wurde 1925 mit der 85. Infanteriebrigade als eine von zwei Brigaden der 43. Infanteriedivision der Nationalgarde gegründet. Ihr unterstanden das 172. Infanterieregiment aus Vermont und das 103. Infanterieregiment aus Maine. Mit der direkten Unterstellung der Infanterieregimenter unter die Division wurde die Brigade in einen Aufklärungsverband dem 43rd Reconnaissance Troop der 43. Infanteriedivision umgewandelt. 1941 mit der Division aktiviert, nahm sie am Zweiten Weltkrieg im Pazifikkrieg auf Neuguinea, den Salomonen und Luzon teil. Mit der Wiedereinführung der Brigaden in Divisionen nach dem Koreakrieg, wurde die Brigade wieder als Infanteriebrigade der gleichen Division unterstellt. Sie verblieb bei der 43. Infanteriedivision bis zu deren Auflösung im Jahre 1967. Danach wurde sie der 50. Panzerdivision als mechanisierte Infanteriebrigade unterstellt um 1988 der 26. Infanteriedivision und 1993 der 42. Infanteriedivision unterstellt zu werden. Teile der  Brigade waren von 2004 bis 2005 als Task Force Green Mountain im Irak eingesetzt.
Im Jahr 2006 wurde die Brigade von einem Heavy Brigade Combat Team in ein Infantry Brigade Combat Team umgewandelt mit dem Schwerpunkt in Gebirgskriegsführung. Im Jahre 2010 wurde die Brigade aktiviert und in Afghanistan eingesetzt. Im Rahmen eines Pilotprojekts zwischen aktiven Truppenteilen der US Army und der Nationalgarde wurde die Brigade 2016 der aktiven 10. US-Gebirgsdivision unterstellt.

## Organisation
Die Brigade umfasst 2019 sieben Bataillone sowie eine Hauptquartier-Kompanie, die von der Vermont Army National Guard gestellt wird:
- Headquarters and Headquarters Company, (Vermont National Guard)
- 1st Battalion, 102nd Infantry Regiment (Mountain) (Connecticut Army National Guard)
- 1st Battalion, 157th Infantry Regiment (Mountain) (Colorado Army National Guard)
- 3rd Battalion, 172nd Infantry Regiment (Mountain) (Vermont, Maine, and New Hampshire Army National Guard)
- 1st Squadron, 172nd Cavalry Regiment
- 1st Battalion, 101st Field Artillery Regiment (Massachusetts and Vermont Army National Guard)
- 572nd Engineer Battalion
- 186th Brigade Support Battalion

## Weblink
- Seite der Brigade auf der Webpage der Vermont-Nationalgarde